# Брызгалова, Анастасия Константиновна
Анастаси́я Константи́новна Брызга́лова (род. 13 декабря 1992, Сосновый Бор, Ленинградская область) — российская кёрлингистка, участница Олимпийских игр 2018 года среди смешанных пар, чемпионка мира среди смешанных пар и смешанных команд.

## Биография
Анастасия Брызгалова родилась 13 декабря 1992 года в Сосновом Бору Ленинградской области.
Образование
В 2015 году окончила Петербургский государственный университет путей сообщения Императора Александра I (факультет «Автоматизация и интеллектуальные технологии»).
В 2019 году заочно окончила магистратуру Национального государственного университета физической культуры, спорта и здоровья им. П. Ф. Лесгафта.
Обучалась в Санкт-Петербургском училище олимпийского резерва № 2.
Тренерская деятельность
C 2020 года работает тренером-преподавателем по кёрлингу в Санкт-Петербургском училище олимпийского резерва № 2. Анастасия выступает тренером команд, которые становятся призёрами и победителями многих всероссийских соревнований.

### Личная жизнь
Анастасия замужем за своим партнёром по паре Александром Крушельницким.
Познакомились с Александром в 2009 году, с 2012 года у них начались отношения. Поженились 13 июня 2017 года. «Свадьба не повлияла на наши выступления, качество игры, да и вообще ни на что. Мы уже шесть лет вместе, просто решили стать одной семьёй и устроить по этому поводу праздник», — говорили спортсмены журналистам. После свадьбы молодожены отравилась отдыхать в Испанию.
В апреле 2021 года у пары родилась дочь Виктория.

## Спортивная карьера

### Начало карьеры
Анастасия пришла в кёрлинг в 16 лет по объявлению о наборе в группу. Как вспоминала Настя, сначала она стыдилась бегать со шваброй по льду, но позже увлеклась этим видом спорта. Первый тренер — Светлана Николаевна Яковлева.
В 2009 году стала бронзовым призёром на Первенстве Санкт-Петербурга по кёрлингу среди юношей и девушек 2008/2009.
В 2014 г. в составе женской сборной взяла бронзу на юниорском чемпионате мира в швейцарском Флимсе. В мае этого же года берет серебро на чемпионате России среди смешанных команд, выступая за команду «УОР №2» (Санкт-Петербург).

### 2015—2018
Сезон 2014/2015
В декабре 2014-го в составе женской команды «Адамант 2» (Санкт-Петербург) Анастасия выигрывает серебро на Кубке России по кёрлингу среди женщин.
В январе 2015 года Анастасия впервые в паре с Александром Крушельницким выступает на чемпионате России среди смешанных пар. Команда выходит в плей-офф, но проигрывает в четвертьфинале и занимает 5-е место в итоговой классификации.
Сезон 2015/2016
Летом 2015 года Анастасия присоединилась ко второму составу женской сборной России по кёрлингу (Моисеева, Портунова, Гузиева, Дуюнова, Брызгалова). В этом составе девушки выступили на «Kolibris Cup 2015» в Праге, где заняли 17-20 место. Потом на «Women’s Masters Basel 2015» в Швейцарии, где команда не смогла выйти в плей-офф.
В декабре 2015 года в составе женской команды «Адамант 2» (Санкт-Петербург) Анастасия выигрывает золото на Кубке России по кёрлингу среди женщин.
В начале 2016 года Анастасия в паре с Александром Крушельницким играли на турнире «CCT Dutch Masters Mixed Doubles» в Зутермере, где в заняли 4-е место, проиграв в полуфинале другой российской команде Моисеева/Дрон. В конце января 2016 года Анастасия и Александр выигрывают чемпионат России среди смешанных пар. Потом выигрывают отборочный турнир за путёвку на чемпионат мира. В марте становятся победителями турнира «IX. Westbay Ltd. Hungarian Mixed Doubles Cup» в Будапеште. Выигрывают турнир «WCT Latvian Mixed Doubles Curling Cup» в Риге. В апреле в шведском Карлстаде становятся Чемпионами мира среди смешанных пар 2016, обыграв в финале сборную Китая.
В мае 2016-го в составе сборной команды Санкт-Петербурга 2 (Крушельницкий, Брызгалова, Горячев, Дуюнова) становится чемпионкой России среди смешанных команд. 
Сезон 2016/2017

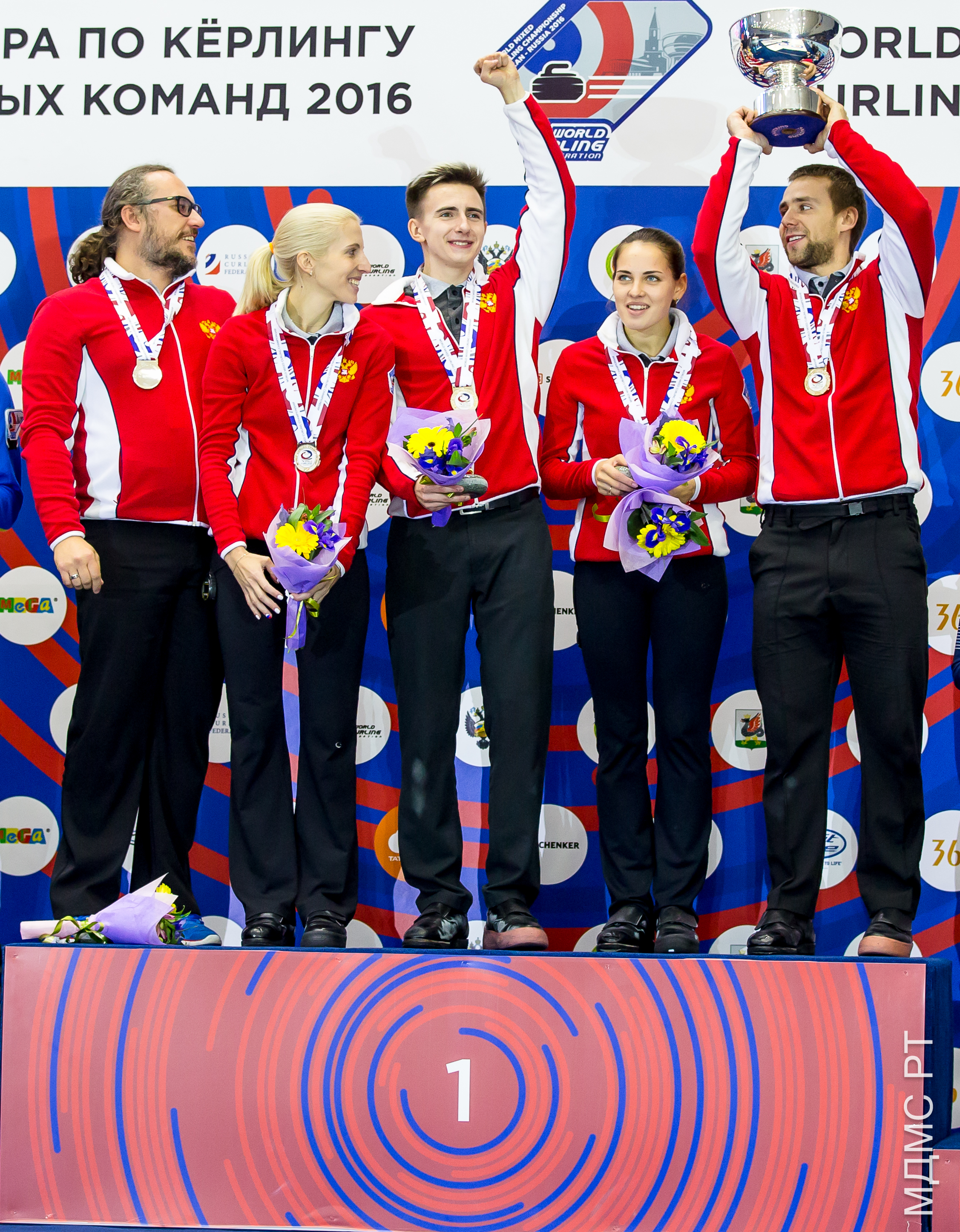
Чемпионы мира 2016 среди смешанных команд

В августе в составе сборной команды Санкт-Петербурга 1 (Крушельницкий, Брызгалова, Горячев, Дуюнова) выигрывает Кубок России среди смешанных команд. В сентябре тем же составом выигрывают Суперкубок 2016 — отборочный турнир на чемпионат мира среди смешанных команд.
22 октября 2016 года в составе смешанной сборной России становится чемпионкой мира по кёрлингу среди смешанных команд в Казани. Анастасия играла на позиции вице-скипа . Команда прошла чемпионат без единого поражения.
В конце октября в паре с Крушельницким одержала победу на турнире «CCT Mixed Doubles Cup Geising» в Германии. В декабре выступили на турнире «Mixed Doubles Curling Challenge CC Limmattal 2016» в Швейцарии, по итогу турнира заняли 3-е место.
По итогам 2016 года Анастасия стала лауреатом награды Правительства города – почетного знака "Лучший в спорте Санкт-Петербурга".
2017 год Анастасия в паре с Александром  начали с победы на турнире «CCT Dutch Masters Mixed Doubles» в Зутермере. В конце января взяли золото на чемпионате России среди смешанных пар, выступая за команду «Адамант — Санкт-Петербург 1». В феврале заняли 2-е место на турнире «CCT Slovakian Mixed Doubles Curling Cup» в Словакии.
13 февраля 2017 года Анастасии Брызгаловой было присвоено спортивное звание – Мастер спорта России международного класса.
В марте 2017 года Анастасия с Александром выигрывают Суперкубок 2017 – отбор на чемпионат мира среди смешанных пар. Участвуют в турнире «Westbay Hungarian Mixed Doubles Cup 2017» в Будапеште, но проигрывают в четвертьфинале. В марте выступают на турнире «Dumfries Mixed Doubles» в шотландском Дамфрисе, на котором занимают 4-е место. В апреле выигрывают два турнира в рамках «WCT Latvian Mixed Doubles Curling Cup» в Риге. На чемпионате мира среди смешанных пар 2017 в Летбридже заняли 9-е место, проиграв в 1/8 финала.
На чемпионате России среди смешанных команд 2017 в составе команды «Санкт-Петербург 1» (Крушельницкий, Брызгалова, Горячев, Дуюнова) выигрывает золото.
Сезон 2017/2018 (до Олимпиады)
В сентябре 2017-го Анастасия в паре с Александром Крушельницким выступили на турнире «Service Experts Mixed Doubles 2017» в Альберте, проиграв в четвертьфинале, в итоговой классификации заняли 6-е место. В октябре выиграли турнир «CCT Mixed Doubles Cup Geising 2017» в немецком Гайзинге. На турнире «International Mixed Doubles Sochi 2017» в Сочи выиграли серебро, уступив в финале норвежцам. В ноябре стали победителями турнира «Mixed Doubles Bern 2017» в швейцарском Берне. В декабре становятся вторыми на турнире «Mixed Doubles Curling Challenge 2017» в швейцарском Урдорфе.
В январе 2018 года вместе с Александром выиграла турнир «International Mixed Doubles Trophy Aaray 2018» в швейцарском Арау. На турнире «Dutch Masters Mixed Doubles 2018» в Зутермере вышли в плей-офф, но потерпели поражение в четвертьфинале.

### Олимпийские Игры 2018 и дисквалификация
На Олимпийских играх 2018 года в Пхёнчхане Анастасия выступала в дисциплине смешанные пары с Александром Крушельницким. Они получили право представлять Россию на Олимпиаде без отбора внутри страны по решению Федерации кёрлинга России. Выступали под олимпийским флагом, как Олимпийские спортсмены из России.
Групповой этап Анастасия и Александр закончили на 3-м месте, выиграв 4 из 7 матчей, и вышли в плей-офф. В полуфинале проиграли команде из Швейцарии. 13 февраля в матче за 3-е место выиграли команду из Норвегии со счетом 8:4, став бронзовыми медалистами Олимпиады. Эта бронзовая медаль могла бы стать первой в истории российского кёрлинга, но Анастасия с Александром были дисквалифицированы за нарушение антидопинговых правил.
18 февраля 2018 года стало известно, что Крушельницкий сдал положительный тест на допинг, в его пробе был найден мельдоний. 19 февраля Спортивный арбитражный суд сообщил о начале официального разбирательства. 22 февраля 2018 года Спортивный арбитражный суд признал Крушельницкого виновным и лишил его и Анастасию Брызгалову бронзовых медалей, в тот же день спортсмены сдали медали и покинули Южную Корею. 4 декабря 2018 Крушельницкий был дисквалифицирован на 4 года, начиная с 12 февраля 2018 года.

### 2018—2019: женская сборная
Сезон 2017/2018 (после Олимпиады)
В мае 2018-го Анастасия выступила на Чемпионате России среди смешанных команд в качестве скипа команды «Санкт-Петербург 1» (Брызгалова, Горячев, Дуюнова, Быстров). Команда не вышла в плей-офф и заняла 7-е место в итоговой классификации. Потом приняла участие в международном турнире среди смешанных пар «Arctic Cup 2018» в Дудинке с Алексеем Тимофеевым, где заняла 5-е место.
Сезон 2018/2019
Вошла в состав женской сборной России со скипом Алиной Ковалёвой (Ковалёва, Брызгалова, Арсенькина, Кузьмина, Васильева). В команде Анастасия выступает на позиции вице-скипа.
Сезон Анастасия начала в сентябре в команде Ковалёвой на турнире «WCT HDF Insurance Shoot Out 2018» в канадском Эдмонтоне, на котором команда заняла 2-е место, проиграв в финале команде из Канады. Потом команда стала победителем турнира «WCT Prestige Hotels & Resorts Curling Classic 2018» в канадском Верноне. В октябре участвовали в турнире «WCT Curlers Corner Autumn Gold Curling Classic 2018» в Калгари, на котором вышли в плей-офф, но проиграли в четвертьфинале, став в итоговой классификации пятыми. После этого выиграли турнир «2018 China Open (curling)» в Пекине, обыграв в финале команду из Швейцарии. На турнире «WCT International ZO Womens Tournament 2018» в швейцарском Ветциконе команда берёт серебро.
На чемпионате Европы по кёрлингу 2018 среди женских команд Анастасия в составе сборной России занимает 4-е место. Команда проиграла сборной Германии в матче за 3-е место со счётом 4:7.
В декабре Анастасия Брызгалова принимает участие в Кубке мира по кёрлингу (2 этап) в Омахе в составе женской команды. Команда не смогла выйти в плей-офф, выиграв в групповом этапе 2 из 6 игр, в итоговой классификации заняли 6-е место.

В конце 2018 года становится победителем Кубка России среди женщин в составе команды «Адамант - Санкт-Петербург 1».
14 декабря 2018 года стала победителем премии «Советский спорт – Итоги года» в номинации «Открытие года».
В марте 2019 Анастасия Брызгалова выступила в составе женской сборной на чемпионате мира среди женщин 2019 в датском Силькеборге. Команда вышла в плей-офф с третьего места в группе, в четвертьфинале проиграла команде Японии, в итоге заняла 5-е место. На чемпионате России среди женщин 2019 Анастасия выигрывает золото в составе команды «Адамант - Санкт-Петербург 1». На турнире Большого шлема «Champions Cup 2019» в Саскатуне с командой Ковалёвой занимает 5-е место, проиграв в четвертьфинале. В мае на турнире «Arctic Cup 2019» завоевала серебро в составе женской команды со скипом Алиной Ковалёвой.

### 2019—2022: приостановка карьеры и тренерская деятельность
В сезоне 2019/2020 Анастасия не выступала на соревнованиях.
В мае 2020 сообщила о завершении профессиональной карьеры и вошла в тренерский штаб в качестве второго тренера сборной России по кёрлингу в дисциплине смешанные пары.
Тренерский дебют Анастасии Брызгаловой состоялся в сентябре 2020-го на чемпионате России среди смешанных команд, где команда «Санкт-Петербург 3» (скип Тимофеев) стала победителем. В следующие года Анастасия выступала тренером команд Санкт-Петербурга. Под её руководством мужская (скип Тимофеев) и женская (скип Ковалёва) команда Санкт-Петербурга многократно выигрывали медали на турнирах в России.
В мае 2022 года Анастасия в качестве тренера женской команды со скипом Ковалёвой поехала на международный турнир «Nornickel Curling Cup 2022» в Дудинку, где команда заняла 3-е место.
В августе 2022-го Брызгалова вошла в комиссию спортсменов ФКР.

### 2023—н.в.: возвращение в смешанные пары
В мае 2023 года Анастасия Брызгалова вернулась в профессиональный спорт, выступив в паре с Александром Крушельницким на турнире «Nornickel Curling Cup 2023» в Дудинке. Команда заняла 3-е место. Анастасия и Александр впервые выступили вместе после Олимпийских игр.
Сезон 2023/2024
В августе 2023 года выступила в паре с Крушельницким на турнире «Elbrus Curling Cup 2023» в Кисловодске, где заняла 5-8 место, проиграв в четвертьфинале. В сентябре на Кубке России среди смешанных пар выигрывает бронзу. На Кубке России среди женских команд Анастасия взяла золото в качестве тренера и запасного игрока команды Алины Ковалёвой.
В январе 2024-го на чемпионате России среди смешанных пар занимает 6-е место, выйдя из группы с третьего места и проиграв в четвертьфинале. В Санкт-Петербурге на чемпионате города среди смешанных команд стала бронзовым призёром в составе команды «УОР №2» (Крушельницкий, Брызгалова, Климов, Комарова).
Сезон 2024/2025
В августе 2024 года выиграла серебро в паре с Александром Крушельницкий на турнире «Кубок Невы 2024» в Санкт-Петербурге. На Кубке России среди смешанных пар занимают с Александром 7-е место, проиграв в четвертьфинале.
В октябре 2024 Анастасия в составе женской команды «Санкт-Петербург 1» (скип Ирина Низовцева) берёт серебро на международных соревнованиях в Санкт-Петербурге.
В январе 2025 года Анастасия Брызгалова и Александр Крушельницкий выигрывают золото на Чемпионате России среди смешанных пар. Они выиграли этот чемпионат спустя 8 лет с их последней победы в 2017 году. После возвращения в смешанные пары Анастасия выполняла первые и последние броски, на этом чемпионате пара восстановила прежний порядок бросков: Александр бросал первый и последний, Анастасия — в середине.

## Достижения

### Международные
- Чемпионат мира по кёрлингу среди смешанных пар: золото (2016).
- Чемпионат мира по кёрлингу среди смешанных команд: золото (2016).

### Российские
- Чемпионат России по кёрлингу среди женщин: золото (2019, 2025), серебро (2023).
- Кубок России по кёрлингу среди женщин: золото (2015, 2018, 2023), серебро (2014)
- Чемпионат России по кёрлингу среди смешанных команд: золото (2016, 2017), серебро (2014).
- Кубок России по кёрлингу среди смешанных команд: золото (2016).
- Чемпионат России по кёрлингу среди смешанных пар: золото (2016, 2017, 2025).
- Кубок России по кёрлингу среди смешанных пар: бронза (2023).

### Юниорские
- Чемпионат мира по кёрлингу среди юниоров: бронза (2014).

## Команды
| Сезон                                               | Четвёртый               | Третий                  | Второй             | Первый               | Запасной                                                                            | Турниры                                                                          |
| --------------------------------------------------- | ----------------------- | ----------------------- | ------------------ | -------------------- | ----------------------------------------------------------------------------------- | -------------------------------------------------------------------------------- |
| 2008—09                                             | Иван Короленко          | Илья Рутенберг          | Даниил Горячев     | Анастасия Брызгалова | тренер: О. Волохова                                                                 | Первенство СПБ                                                                   |
| 2009—10                                             | Анастасия Брызгалова    | Ирина Фёдорова          | Олеся Колесникова  | Марина Коновалова    |                                                                                     | ЧРЖ 2010 (12 место)                                                              |
| 2010—11                                             | Светлана Яковлева       | Ирина Фёдорова          | Мария Рустамова    | Олеся Колесникова    | Анастасия Брызгалова                                                                | КРЖ 2010 (13 место)                                                              |
| 2010—11                                             | Светлана Яковлева       | Мария Рустамова         | Ирина Фёдорова     | Анастасия Брызгалова | Марина Коваленко                                                                    | ЧРЖ 2011 (11 место)                                                              |
| 2011—12                                             | Мария Рустамова         | Светлана Яковлева       | Ирина Фёдорова     | Александра Паранина  | Анастасия Брызгалова                                                                | КРЖ 2011 (7 место)                                                               |
| 2013—14                                             | Ксения Леонтьева        | Анастасия Брызгалова    | Мария Рустамова    | Анастасия Даньшина   | Александра Паранина                                                                 | КРЖ 2013 (11 место)                                                              |
| 2013—14                                             | Юлия Портунова          | Алина Ковалёва          | Ульяна Васильева   | Анастасия Брызгалова | Анастасия Москалёва                                                                 | ЧМЮ 2014                                                                         |
| 2014—15                                             | Виктория Моисеева       | Оксана Гертова          | Олеся Глущенко     | Мария Дуюнова        | Анастасия Брызгалова                                                                | КРЖ 2014                                                                         |
| 2015—16                                             | Виктория Моисеева       | Анастасия Брызгалова    | Мария Дуюнова      | Олеся Глущенко       | Оксана Гертова                                                                      | КРЖ 2015                                                                         |
| 2015—16                                             | Виктория Моисеева       | Оксана Гертова          | Олеся Глущенко     | Мария Дуюнова        | Анастасия Брызгалова                                                                | ЧРЖ 2016 (4 место)                                                               |
| 2018—19                                             | Алина Ковалёва          | Анастасия Брызгалова    | Ульяна Васильева   | Екатерина Кузьмина   | Анастасия Даньшина                                                                  | КРЖ 2018                                                                         |
| 2018—19                                             | Алина Ковалёва          | Анастасия Брызгалова    | Галина Арсенькина  | Екатерина Кузьмина   | Ульяна Васильева (ЧЕ, ЧМ, ЧРЖ) тренеры: Игорь Минин Ирина Колесникова (ЧЕ, ЧМ, ЧРЖ) | ЧЕ 2018 (4 место) · КМ 2018/19 (2 этап) (6 место) · ЧМ 2019 (5 место) · ЧРЖ 2019 |
| 2022—23                                             | Алина Ковалёва          | Мария Комарова          | Галина Арсенькина  | Екатерина Кузьмина   | Анастасия Брызгалова тренер: Анастасия Брызгалова                                   | ЧРЖ 2023                                                                         |
| 2023—24                                             | Алина Ковалёва          | Мария Комарова          | Ульяна Васильева   | Екатерина Кузьмина   | Анастасия Брызгалова тренер: Анастасия Брызгалова                                   | КРЖ 2023 · ЧРЖ 2024 (7 место)                                                    |
| 2024—25                                             | Ирина Низовцева         | Анастасия Брызгалова    | Екатерина Кузьмина | Ольга Киба           | Ульяна Васильева тренер: Анастасия Брызгалова                                       | КРЖ 2024 (8 место)                                                               |
| 2024—25                                             | Алина Ковалёва          | Анастасия Брызгалова    | Екатерина Шабунова | Ирина Низовцева      | Ольга Киба тренеры: Анастасия Брызгалова, Александр Крушельницкий                   | ЧРЖ 2025                                                                         |
| Кёрлинг среди смешанных команд (mixed curling)      |                         |                         |                    |                      |                                                                                     |                                                                                  |
| 2013—14                                             | Пантелеймон Лаппо       | Анастасия Брызгалова    | Иван Александров   | Мария Рустамова      | Семён Осипов                                                                        | ЧРСК 2014                                                                        |
| 2015—16                                             | Александр Крушельницкий | Анастасия Брызгалова    | Даниил Горячев     | Мария Дуюнова        |                                                                                     | ЧРСК 2016                                                                        |
| 2016—17                                             | Александр Крушельницкий | Анастасия Брызгалова    | Даниил Горячев     | Мария Дуюнова        | тренер: Василий Гудин                                                               | КРСК 2016 · ЧМСК 2016 · ЧРСК 2017                                                |
| 2017—18                                             | Анастасия Брызгалова    | Даниил Горячев          | Мария Дуюнова      | Александр Быстров    |                                                                                     | ЧРСК 2018 (7 место)                                                              |
| Кёрлинг среди смешанных пар (mixed doubles curling) |                         |                         |                    |                      |                                                                                     |                                                                                  |
| 2014—15                                             | Александр Крушельницкий | Анастасия Брызгалова    |                    |                      |                                                                                     | ЧРСП 2015 (5-е место)                                                            |
| 2015—16                                             | Александр Крушельницкий | Анастасия Брызгалова    |                    |                      |                                                                                     | ЧРСП 2016 · ЧМСП 2016                                                            |
| 2016—17                                             | Александр Крушельницкий | Анастасия Брызгалова    |                    |                      |                                                                                     | ЧРСП 2017 · ЧМСП 2017 (9 место)                                                  |
| 2017—18                                             | Александр Крушельницкий | Анастасия Брызгалова    |                    |                      | тренер: Василий Гудин                                                               | ЗОИ 2018 DSQ                                                                     |
| 2017—18                                             | Алексей Тимофеев        | Анастасия Брызгалова    |                    |                      |                                                                                     | Arctic Cup 2018 (5 место)                                                        |
| 2022—23                                             | Анастасия Брызгалова    | Александр Крушельницкий |                    |                      |                                                                                     | Nornickel Curling Cup 2023                                                       |
| 2023—24                                             | Анастасия Брызгалова    | Александр Крушельницкий |                    |                      | тренер: А.К. Брызгалова                                                             | КРСП 2023 · ЧРСП 2024 (6 место)                                                  |
| 2024—25                                             | Анастасия Брызгалова    | Александр Крушельницкий |                    |                      | тренеры: А.К. Брызгалова                                                            | КРСП 2024 (7 место)                                                              |
| 2024—25                                             | Александр Крушельницкий | Анастасия Брызгалова    |                    |                      | тренеры: А.К. Брызгалова, А.В. Тимофеев                                             | ЧРСП 2025                                                                        |

(скипы выделены полужирным шрифтом)

## Достижения в качестве тренера
| Сезон   | Турнир                                                   | Команда           | Скип                       | Место |
| ------- | -------------------------------------------------------- | ----------------- | -------------------------- | ----- |
| 2020—21 | Чемпионат России по кёрлингу среди смешанных команд 2020 | Санкт-Петербург 3 | Алексей Тимофеев           | 1     |
| 2020—21 | Кубок России по кёрлингу среди женщин 2020               | Санкт-Петербург 1 | Алина Ковалёва             | 1     |
| 2020—21 | Кубок России по кёрлингу среди мужчин 2020               | Санкт-Петербург 1 | Алексей Тимофеев           | 2     |
| 2020—21 | Чемпионат России по кёрлингу среди мужчин 2020           | Санкт-Петербург 1 | Алексей Тимофеев           | 1     |
| 2020—21 | Чемпионат России по кёрлингу среди женщин 2020           | Санкт-Петербург 1 | Алина Ковалёва             | 1     |
| 2021—22 | Чемпионат России по кёрлингу среди женщин 2022           | Санкт-Петербург 1 | Алина Ковалёва             | 2     |
| 2021—22 | Чемпионат России по кёрлингу среди мужчин 2022           | Санкт-Петербург 1 | Алексей Тимофеев           | 3     |
| 2021—22 | Nornickel Curling Cup 2022                               | Россия 2          | Алина Ковалёва             | 3     |
| 2022—23 | Кубок России по кёрлингу среди женщин 2022               | Санкт-Петербург 2 | Алина Ковалёва             | 1     |
| 2022—23 | Чемпионат России по кёрлингу среди женщин 2023           | Санкт-Петербург 2 | Алина Ковалёва             | 2     |
| 2022—23 | Чемпионат России по кёрлингу среди мужчин 2023           | Санкт-Петербург 1 | Алексей Тимофеев           | 1     |
| 2023—24 | Кубок России по кёрлингу среди смешанных пар 2023        | Санкт-Петербург 2 | Ковалёва / Тимофеев        | 1     |
| 2023—24 | Кубок России по кёрлингу среди смешанных пар 2023        | Санкт-Петербург 4 | Брызгалова / Крушельницкий | 3     |
| 2023—24 | Кубок России по кёрлингу среди мужчин 2023               | Санкт-Петербург 1 | Алексей Тимофеев           | 1     |
| 2023—24 | Кубок России по кёрлингу среди женщин 2023               | Санкт-Петербург 1 | Алина Ковалёва             | 1     |
| 2023—24 | Чемпионат России по кёрлингу среди смешанных пар 2024    | Санкт-Петербург 2 | Ковалёва / Тимофеев        | 2     |
| 2023—24 | Чемпионат России по кёрлингу среди мужчин 2024           | Санкт-Петербург 1 | Алексей Тимофеев           | 1     |
| 2024—25 | Чемпионат России по кёрлингу среди смешанных пар 2025    | Санкт-Петербург 2 | Брызгалова / Крушельницкий | 1     |
| 2024—25 | Чемпионат России по кёрлингу среди мужчин 2025           | Санкт-Петербург 1 | Алексей Тимофеев           | 1     |

## Награды и звания
- Медаль «За боевое содружество» (2018 год, Росгвардия)[47].
- Заслуженный мастер спорта (12 сентября 2016 года)[48][49].

## Постспортивная деятельность
В 2019 году Анастасия Брызгалова стала ведущей развлекательного шоу «Русский керлинг» на «Первом» канале. Вместе с Брызгаловой, передачу вели  Алексей Стукальский, Тимур Гаджиханов и Екатерина Галкина. Шоу стартовало 17 марта 2019 года и было в эфире один сезон.
Анастасию вместе с мужем неоднократно приглашали в качестве гостей на телевидение и радио: «Вечерний Ургант» (Первый канал, 21.06.2018), «Все на Матч!» (Матч ТВ, 31.03.2018), «Прямой эфир» (Россия-1, 05.03.2018), «Итоги недели» (НТВ, 04.03.2018), «Привет, Андрей!» (Россия-1, 10.03.2018), «Спорт-FM» (01.04.2018) и др.
25 апреля 2023 года Анастасия и Александр дали развёрнутое интервью российскому спортивному изданию «Спорт-экспресс». Речь в интервью шла о своем совместном возвращении, взаимоотношениях, спортивном будущем и последствиях олимпийской драмы Пхёнчхана.

## Анастасия Брызгалова в массовой культуре
- В 2017 году Демократическая Республика Конго выпустила серию почтовых марок номиналом 650 конголезских франков, приуроченную к проведению Зимних Олимпийских игр - 2018 в корейском Пхёнчхане. На одной из них изображена Брызгалова.
- В 2018 году Почтой Сент-Винсента и Гренадин была выпущена серия почтовых марок (всего 6: 4 одиночных, одна сцепка и один квартблок) номиналом 10 центов, посвящённых кёрлингистам сборной России - участникам Зимних Олимпийских игр - 2018 в корейском Пхёнчхане. Две марки (одиночная и квартблок) были посвящены Анастасии Брызгаловой.